# Roman Jakóbczak
Roman Jakóbczak (* 26. února 1946, Września) je bývalý polský fotbalista, záložník a útočník.

## Fotbalová kariéra
Začínal v týmu Czarni Żagań.
V polské nejvyšší soutěži hrál za Śląsk Wrocław, Pogoń Szczecin a Lech Poznań. Dále hrál ve francouzských nižších soutěžích za LB Châteauroux, Red Star FC, FC Rouen a Perpignan Canet FC. Za reprezentaci Polska nastoupil v letech 1974-1976 v 5 utkáních a dal 2 góly. Byl členem polské reprezentace na Mistrovství světa ve fotbale 1974, kde Polsko získalo bronzové medaile za 3. místo, ale v utkání nenastoupil a zůstal jen mezi náhradníky.

## Ligová bilance
| Ročník              | Zápasy | Góly | Klub           |
| ------------------- | ------ | ---- | -------------- |
| Ekstraklasa 1966/67 | -      | -    | Śląsk Wrocław  |
| Ekstraklasa 1967/68 | 23     | 7    | Śląsk Wrocław  |
| Ekstraklasa 1968/69 | 12     | 2    | Śląsk Wrocław  |
| Ekstraklasa 1969/70 | 11     | 3    | Pogoń Szczecin |
| Ekstraklasa 1970/71 | 21     | 8    | Pogoń Szczecin |
| I liga 1971/72      | 0      | 0    | Lech Poznań    |
| Ekstraklasa 1972/73 | 25     | 5    | Lech Poznań    |
| Ekstraklasa 1973/74 | 26     | 6    | Lech Poznań    |
| Ekstraklasa 1974/75 | 30     | 12   | Lech Poznań    |
| Ekstraklasa 1975/76 | 29     | 10   | Lech Poznań    |
| Ekstraklasa 1976/77 | 2      | 0    | Lech Poznań    |
| Ligue 2 1976/77     | 30     | 6    | LB Châteauroux |
| Ligue 2 1977/78     | 30     | 14   | Red Star FC    |
| Ligue 2 1978/79     | 21     | 4    | FC Rouen       |
| Ekstraklasa 1980/81 | 0      | 0    | Lech Poznań    |
| CELKEM 1. liga      | -      | -    |                |